# Richard Terry
Sir Richard Runciman Terry (Ellington, 3 de janeiro de 1864 — Londres, 18 de abril de 1938) foi um compositor, organista, maestro, professor e musicólogo britânico, figura de relevo no movimento de revivalismo da música antiga.

## Biografia
Filho do mestre-escola Thomas Terry e de Marion Jane Ballard Runciman, desde cedo foi exposto à música. Seus pais eram músicos diletantes e assíduos frequentadores da igreja anglicana, onde a execução de música era sempre presente, recebendo influências estéticas que permaneceriam em sua vida adulta, especialmente do canto coral acompanhado ao órgão. Na juventude também recebeu forte impressão dos cantos dos pescadores. Estudou órgão com G. A. Higge e contraponto e composição com Charles Chambers. Fez estudos secundários na Battersea Grammar School de Londres, onde seu tio James Runciman era diretor. Ali envolveu-se com a vida musical da escola. Ao fim do curso foi nomeado professor assistente. Em Londres entrou em contato com o padre Stanton, que o introduziu na música de culto católica.
Em 1886 começou estudos superiores de música na Universidade de Oxford, e em 1888 transferiu-se para a Universidade de Cambridge como pesquisador. Ao mesmo tempo passou a cantar no coro do King's College e fundou o University Musical Club, que atraiu centenas de membros para os encontros e as récitas musicais que eram organizadas. Conhecendo Charles Villiers Stanford, maestro e professor de música na universidade, estabeleceu uma amizade duradoura e uma parceria artística, compondo hinos e corais para o amigo executar na Abadia de Westminster.
Em 1890, sem completar sua graduação, abandonou Cambridge e assumiu o posto de organista e mestre do coro da Bedford County School, implementando uma ampliação do repertório do grupo e aperfeiçoando o preparo técnico de seus integrantes. Dois anos depois conseguiu colocação na Catedral de São João de Antigua, no Caribe, também como organista e mestre do coro. A atividade musical da catedral se resumia ao canto coral no culto de domingo, mas Terry ampliou seu escopo introduzindo o órgão, além de recrutar mulheres e negros, antes proibidos de cantar. No Caribe fez amizade com um padre católico que estimulou seu interesse pela teologia e o dogma católico, e ao voltar para a Inglaterra em 1894, iniciou seu catecismo para converter-se ao catolicismo. Obteve breves empregos como organista sucessivamente no Thanet College de Margate, na St. John's School de Leatherhead e por fim na igreja de São Domingos em Newcastle, onde tomou conhecimento da tradição do canto gregoriano. Em 1895 foi declarado falido, mas não é claro o motivo.
No ano seguinte foi admitido formalmente na Igreja Católica, sendo nomeado professor de instrumentos, organista e mestre do coro da Abadia de Downside. Esta nomeação lhe franqueou os ricos arquivos musicais da abadia, onde imediatamente pôs-se a pesquisar música antiga e editar algumas de suas descobertas, como as Missas para Três e Cinco Vozes de William Byrd. A apresentação de uma destas obras na consagração da Catedral de Ealing marcou o início da fama de Terry. Como mestre do coro introduziu um grande repertório antigo. Suas pesquisas se beneficiaram da amizade com o prior da abadia, Francis Gasquet, e sobretudo com William Barclay Squire, bibliotecário do Museu Britânico, através do qual teve acesso à coleção de manuscritos musicais do museu, passando a estudá-los e editá-los.
No fim do século sua reputação estava bem estabelecida, e em 1901 foi indicado para o prestigioso posto de mestre de música da Catedral de Westminster, e no mesmo ano, com o apoio de Gasquet, foi instituída ali uma escola de canto coral que dava ênfase à música polifônica. A programação desenvolvida em Westminster foi bem sucedida, recebendo o aplauso do próprio papa Pio X. Suas atividades lhe valeram em 1911 um doutorado honoris causa da Universidade de Durham e em 1922 foi sagrado cavaleiro pelos seus serviços à música. O coro que dirigia tornou-se uma referência, e várias peças foram compostas para ele. Apesar do seu sucesso, depois de alguns anos ele passou a receber críticas de seus superiores pelas suas longas ausências, envolvido em pesquisas em outros lugares, mas também era prejudicado pela crescente instabilidade mental de sua esposa, que acabou cometendo o suicídio. Como consequência, seu trabalho musical junto ao coro foi sendo progressivamente limitado, até demitir-se em 1924, quando sua popularidade entre o público estava em alta. Depois deu continuidade às suas pesquisas e edições, atuou como membro do juri em festivais e concursos de música, realizou uma série de transmissões radiofônicas de repertório antigo na Rádio BBC, e deixou algumas gravações.

## Legado
Seu trabalho como revivalista de música antiga, tanto como pesquisador quanto como músico prático, no geral foi muito bem recebido em sua época e recebeu larga divulgação, mas não deixou de gerar atritos com parte da crítica, ainda resistente às inovações que introduziu. Deixou uma importante contribuição resgatando pela prática ou tornando acessível através de edições uma vasta série de obras esquecidas de música sacra com texto latino de vários séculos, sendo ainda responsável pela redescoberta da maior parte do repertório vocal conhecido hoje do período Tudor. Esse repertório variado foi em boa parte absorvido também pelo culto anglicano, sendo um dos responsáveis pela revitalização do latim entre os anglicanos e por uma renovação e enriquecimento em suas práticas musicais. Ao mesmo tempo, sua atividade influenciou a obra de vários compositores de seu tempo. Também deixou notável contribuição no resgate de música secular e folclórica antiga, que estimularam a criação de uma série de festivais eruditos e folclóricos pela Grã-Bretanha, gerando, segundo Harry Haskell, uma verdadeira febre de música elisabetana nos anos pós-I Guerra Mundial. Foi um ativo proponente do revivalismo também na imprensa, e suas pesquisas deixaram claro que a tradição da música coral inglesa era muito mais antiga do que se supunha em seu tempo. Embora muitos outros pesquisadores de sua geração também estivessem engajados com a música antiga, ele foi um dos poucos a se concentrar na música vocal, e em se tratando da música latina, foi um pioneiro praticamente isolado. Seu legado, embora imenso, foi bastante esquecido após a II Guerra Mundial, mas vários estudiosos estão empenhados em sua reabilitação. Para o historiador Harry Haskell, sua contribuição para a música vocal inglesa só é comparável à de Arnold Dolmetsch no campo da música instrumental. Segundo o pesquisador Christian de Livet, 
"A recuperação da música coral inglesa antiga coloca Terry entre os líderes do revivalismo na Inglaterra, junto com Dolmetsch e Fellowes, entre outros. De fato, qualquer história do revivalismo da música antiga na Inglaterra estaria incompleta sem se fazer referência à sua considerável contribuição. Os serviços musicais diários na Catedral de Westminster, ao longo dos 23 anos de sua direção, trouxeram à luz um repertório colossal, que ia dos compositores do século XV até os contemporâneos, como Herbert Howells, Gustav Holst e Vaughan Williams. A diversidade e complexidade desse material é impressionante, incluindo os dois volumes de graduais de Byrd, o ciclo completo de cantiones de Peter Philips, o ciclo completo de missas de Fayrfax e Taverner, e obras para coro duplo de vários autores do início do século XX".